# 외사경찰
외사경찰(일본어: 外事警察 가이지케이사쓰[*])은 2009년 9월 26일에 일본 방송 출판 협회에서 간행된 아소 이쿠의 소설이다. 2011년 11월 10일에는 제 2작 《외사경찰 CODE: 자스민》이 간행되었다. 첫 작품을 원안으로 한 TV 드라마 (2009년 방송), 제 2작을 원안으로 한 영화작품 (2012년 공개)도 제작되었다.